# Lilī Paschalidou-Theodōridou
Lili Paschalidou - Theodoridou (Istanbul, 1911 – Atene, 1975) era una produttrice greca di bambole in costumi tradizionali.

## Βiografia
Nacque a Istanbul nel 1911, figlia di Constantinos Paschalidis, uomo d'affari, e Despina Pappa, produttrice di bambole. Aveva tre sorelle: Helen Paschalidou - Zongolopoulou, Danae Paschalidou - Nikolaidi e Alexandra Paschalidou - Moreti.
Nel 1922 con la famiglia lasciò Istanbul con prima sosta a Varna, in Bulgaria, successivamente a Salonicco e infine ad Atene, dove si stabilì definitivamente nel 1925.
Il suo ambiente familiare ha una tradizione nelle arti e nelle lettere, una tradizione che si perde nel tempo. La sua generazione, 56 cugini di primo grado, annoverava molti artisti, i più famosi dei quali sono lo scultore Giannīs Pappas, la pittrice Eleni Pangalou, il pittore Andreas Vourloumis, la pittrice Helen Paschalidou, sorella di Lili e successivamente moglie dello scultore George Zongolopoulos.
Quanto Lili fosse portata alla pittura e all'artigianato era evidente fin dalla tenera età. La pittura e l'artigianato erano, tra le altre cose, l'attività di sua madre, Despina Pappa - Paschalidou. Come studentessa della Zappeion Femminile Scuola di Costantinopoli, Lili si trova a presto in un ambiente imponente, con importanti opere d'arte disponibili all'apprendimento continuo e immediato della sua estetica. La sua istruzione incluse l'apprendimento del francese e dell'inglese, mentre le sue attività sportive inclusero il tennis.
Nel 1934 sposa Giorgio (Yura) Theodoridis e hanno due figli.

## Il suo laboratorio di bambole
Nel 1948, dopo l'improvvisa morte di suo marito, fu coinvolta professionalmente nella costruzione di bambole su sollecitazione della madre, Despina Pappa - Paschalidou.
Il nuovo laboratorio aveva sede nel comune di Nea Smyrni, nei pressi di Atene e impiegava due donne, rifugiate dall'Asia Minore, una delle quali è un'ex collega della madre.
Lili Paschalidou - Theodoridou standardizza due dimensioni di bambola. Realizza bambole fatte a mano vestite con costumi locali greci che disegna, cuce e ricama da sola. Per i volti delle sue creazioni utilizza stampi appositamente realizzati per lei dallo scultore George Zongolopoulos.
Riceve un permesso di ricerca speciale da Antonis Benakis per studiare e catturare i diversi costumi tradizionali conservati al Museo Benaki di Atene. Progetta con precisione disegni ricamati, fasce decorate e cerca costantemente tessuti e materiali in modo che i costumi autentici del museo possano essere resi con la massima affidabilità possibile. Utilizza tecniche tradizionali che combinano maglieria e ricamo a mano per ricami e macchine manuali per le parti più tecniche. Finalmente, riproduce 36 autentici costumi tradizionali in miniatura, da donna e da uomo, provenienti da varie regioni della Grecia con cui veste le sue bambole.

## Collaborazioni ed esposizioni internazionali
Nel 1949, le bambole di Lili attireranno l'interesse della Benessere Reale Foundazione, con la quale inizierà una collaborazione che durerà per vent' anni. La folclorista Angeliki Hatzimichali apprezza il lavoro di LilI e include le sue bambole nel negozio di arte popolare greca presso il Grande Britagne Hotel in Panepistimiou Street nel centro di Atene. Inoltre, vi è una stretta collaborazione con organizzazioni come la Organizzazione dell'Artigianato Greco, in seguito conosciuto con la sigla EOMMEX e il noto negozio turistico dell'epoca "Arte popolare greca" in Voukourestiou Street, sempre nel centro di centro di Atene.
Lili collabora anche con l'Organizzazione Nazionale del Tabacco, per la quale veste le sue bambole in costumi provenienti dalle aree di produzione del tabacco in Grecia. Attraverso questa collaborazione, le sue bambole vengono richieste per diverse mostre internazionali, e, alla fine degli anni '50, furono premiate alla Fiera Internazionale di Melbourne. Nel 1970 Lili smette di lavorare e chiude il suo laboratorio. Muore nel 1975 ad Atene.

## Le bambole di Lili
La creazione di bambole e giocattoli tradizionali greci fatti a mano, così come la produzione di abiti tradizionali con dettagli in miniatura su bambole fatte a mano è un processo difficile che richiede tempo, fatica, raccolta e studio di informazioni storiche. Sebbene quest' arte continui ad esistere fino ad oggi, impiega professionalmente pochissimi artigiani specializzati.
Le bambole fatte a mano degli ultimi decenni sono ora considerate oggetti di notevole valore collezionistico, patrimonio di musei e privati. Il tema e la qualità della costruzione delle creazioni di Lili classificano le sue bambole in oggetti da collezione dagli anni '60. Nel 2017 il Museo Benaki ha inaugurato il Museo del giocattolo a Faliro, in Attica. Parte dell'opera di Lili Paschalidou - Theodoridou si trova nel Museo Benaki ed è presentata nella Collezione di giochi, nonché in collezioni private.

### Bambola standard
Bambola standard appartenente alla collezione del Museo Benaki:
1. Costume da bambola regionale con fustanella (abito da uomo simile a una gonna), di Lili Theodoridou. Grecia, circa 1930. altezza 32 cm. (ΤΠΠ_495)[1]